# Andrés Monche y Ríos
Andrés Monche y Ríos (Mazarrón, Región de Murcia, 1865 – Barcelona, 1917) fue un ingeniero de caminos, canales y puertos, constructor de la prolongación del dique del Este o rompeolas del puerto de Barcelona, del puerto de Garraf en Sitges (Barcelona) y de las ampliaciones de los puertos de Tarragona y Valencia.

## Antecedentes
Andrés Monche y Ríos descendía, por parte materna, de una familia importante de Mazarrón, que era la propietaria de las salinas y que se dedicaba a la industria del salitre. Por parte de padre, su abuelo se llamaba Michele Limongi (no Limonge), y era natural de Maratea, Basilicata, en la costa sur de Nápoles (n. 1800), en el Reino de Dos Sicilias, de una familia originaria inicialmente de Lauria. De allí tuvo que exilarse tras la batalla de Rieti (21 de mayo de 1821), que supuso la derrota del ejército del sublevado General Guglielmo Pepe por el ejército de austriaco enviado a Nápoles por la Santa Alianza, según acuerdo del Congreso de Laibach en 1821.
Tras la victoria, los austriacos depuraron la oficialidad del ejército vencido y restablecieron en el trono, como monarca absoluto, al Rey Fernando I de las Dos Sicilias que inició una sangrienta persecución de los sublevados. Michele Limongi, junto con otros compañeros, huyó en barco a Cartagena, que era un feudo liberal, donde encontró acogida y se estableció. Aquí se cambió el apellido Limongi y pasó a llamarse Miguel Monche y Celiberto, es de suponer que para no ser reconocido tras la invasión de los Cien Mil Hijos de San Luis en 1823, que terminaron con los liberales españoles levantados por el General Rafael del Riego en 1820. 
Miguel Monche se casó en Cartagena dos veces: del primer matrimonio (con la viuda del Sr. Ambrosio) quedó viudo de parto; en segundas nupcias se casó con María García y Giménez de Cisneros con la que tuvo dos hijos, José Monche y García y Miguel Victoriano Monche y García (23 de marzo de 1829). Miguel Monche tras establecer en Cartagena una fábrica de campanas, se estableció en Mazarrón, a pocos kilómetros de Cartagena, donde la minería generaba mucha más actividad económica en el sector de la calderería y, además, había juego, una de sus pasiones. Allí se volvió a casar, en 1832, en terceras nupcias con Josefa-Liboria Vélez. Miguel Monche tuvo con su tercera esposa 11 hijos: Nicolás (1832), Martín (1834), Manuel (1836), Antonio (1837), Miguel (1839), Andrés (1843), María Josefa (1848), María Soledad (1850), Felipe (1851) y Juan Bautista (1855), por lo que algunos eran menores que sus sobrinos, los hijos de José Monche y García. Los tíos y sobrinos Monche tenían edades parecidas.
El hijo de Miguel Monche en el segundo matrimonio, José Monche y García, se casó con María de los Ríos y García de Paredes, de la que tuvo nueve hijos, siendo Andrés el penúltimo y el pequeño de los varones, que fueron: 1) María (1847). 2) Antonio (1850): estudió para ingeniero de caminos, canales y puertos pero luego se dedicó a las minas de Mazarrón, donde llegó a tener 6.000 trabajadores, con las que hizo una gran fortuna, y tuvo 8 hijos; de estos hijos, el mayor, José Monche y García (de igual nombre y apellidos que su abuelo) fue Presidente del Tribunal Superior de Justicia de Guinea Española, antes de la independencia. El otro hijo varón Antonio fue un héroe de la División Azul durante la II Guerra Mundial, siendo el último en regresar, y a su muerte, tras finalizar dicha guerra, le hicieron un enorme funeral en San Francisco el Grande que fue presidido por el embajador de Alemania. De las hijas, una Fuencisla se casó con el Dr. Zenón Martínez y Dueso (odontólogo militar y alcalde de Cartagena entre 1931 y 1936), que al quedar viudo se casó con otra hermana Victoria, y es la antepasada de los Martínez-Monche. Otra hermana, Amalia, se casó con Pascual Morales y Vandosell, capitán de la Guardia Civil, que fue fusilado en el «vapor-prisión España nº 3», en la madrugada del 15 de agosto de 1936, junto con 215 oficiales (y algunos suboficiales y civiles), tras zarpar del puerto de Cartagena la noche anterior, y de los que proceden los Morales Monche. 3) Miguel (1854) murió de teniente coronel de Artillería poco antes de la Guerra Civil, y había sido un héroe en la guerra de Cuba; estuvo casado con María Molina y no tuvo hijos. 4) Isabel (1852) casada con José Pérez, un rico propietario de Tarragona, antepasada de los Pérez Monche y Macián Pérez. 5) Cándida (1859) casada y separada; sin hijos. 6) Encarnación, casada con Diego Gómez y Fernández del Piñar, compañero de curso en ingenieros de caminos de Andrés; es el antepasado de los Gómez Monche, Gratacós Monche y de los Neira Monche. 7) Andrés (1865) ingeniero de caminos, canales y puertos, y minero, constructor de los puertos de Barcelona, Tarragona y Valencia, casado con Elena Escubós y Girona; es el antepasado de los Monche Maristany, de Balanzó Monche y Vila Monche.

## Biografía
Andrés Monche y Ríos, estudió el bachillerato en Totana para luego trasladarse a Madrid, donde sus padres tenían casa abierta en la calle Reloj, para estudiar la carrera. Acabó la carrera de ingeniero de caminos, canales y puertos en 1890 en Madrid, en la que por entonces era la única escuela que había en España, perteneciente entonces al Ministerio de Fomento y no a la Universidad. Se incorporó a la Tercera División de Ferrocarriles de la provincia de Segovia. Realizó diversas carreteras en las provincias de Cuenca y Murcia, entre otras la de Cartagena a Mazarrón (actual carretera autonómica RM 332).
Habiendo descubierto su vocación empresarial, solicitó entrar en situación de supernumerario del Cuerpo de Ingenieros de Caminos, Canales y Puertos. En esta situación realizó la construcción del ferrocarril de La Coruña a Betanzos.
El 1 de mayo de 1900 salieron a subasta las obras de la prolongación del dique del Este del puerto de Barcelona (el actual muelle de grandes cruceros) y comenzó las obras como contratista. En esta época el cemento moderno estaba suficientemente desarrollando para acometer la construcción de grandes obras. La piedra necesaria para hacer el hormigón era tradicionalmente extraída de las canteras de la montaña de Montjuic pero, dada la envergadura de la obra, no se permitió utilizar esa cantera, pues se temía que se desfigurara el perfil de la montaña. Se buscó entonces una cantera cercana al mar y a Barcelona, y se encontró una idónea en un paraje denominado Garraf en el municipio de Sitges, denominada «La Falconera», propiedad del famoso industrial Eusebio Güell. El problema era que en Garraf no había ninguna infraestructura; era tan solo una playa al final de un barranco (Cala Bou) por lo que, para poder explotar la cantera y trasladar la piedra a Barcelona por barco, tuvo que construirse un puerto, obra también de Andrés Monche, que todavía existe como puerto deportivo, y un pueblo con todos sus servicios: viviendas, iglesia, escuela, farmacia, servicio médico, apeadero de la línea de la Compañía de los Ferrocarriles de Madrid a Zaragoza y Alicante entre Barcelona y Tarragona, etc.

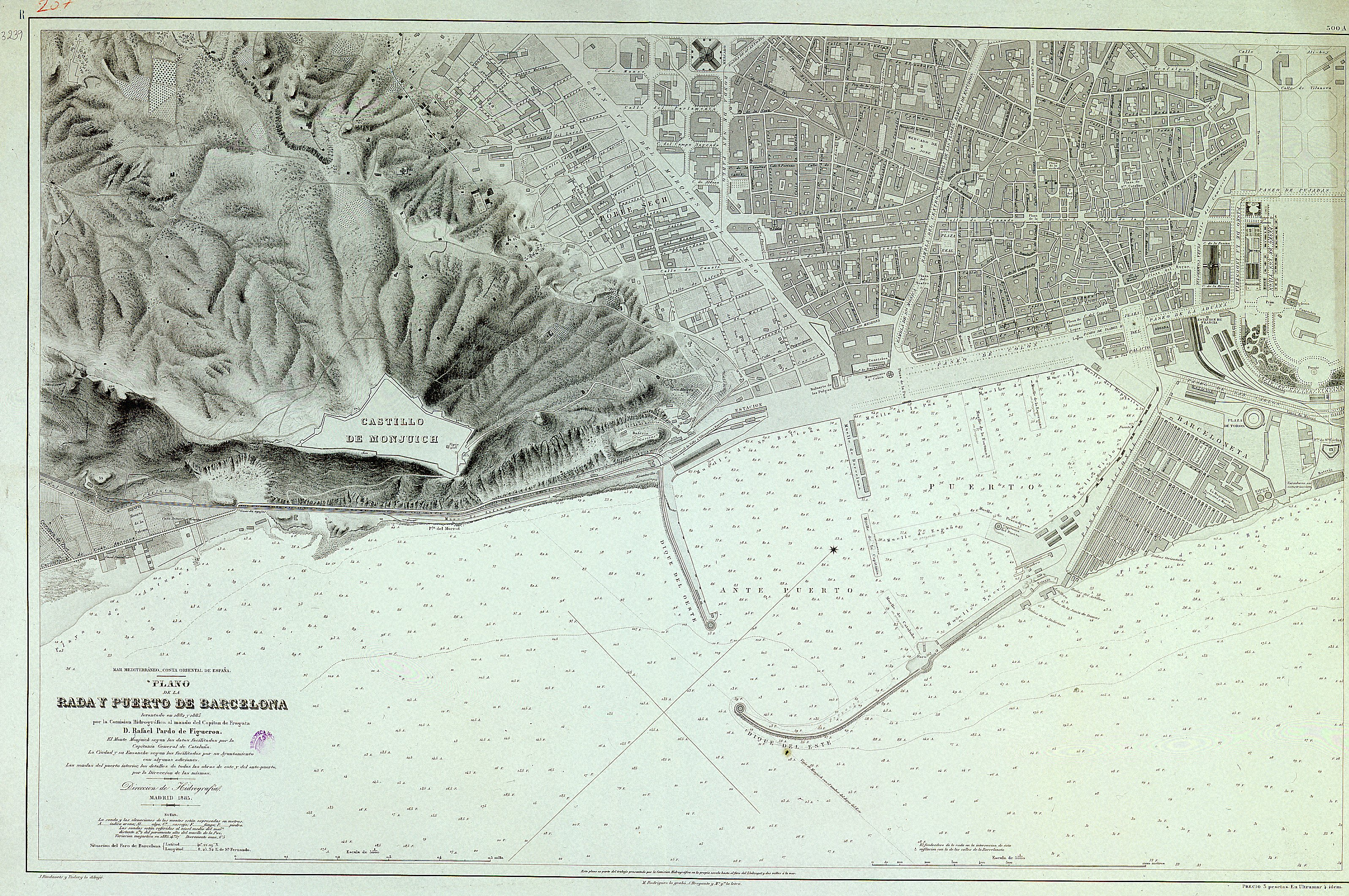
Plano del puerto de Barcelona donde se aprecia el dique del Este antes de su prolongación.

La construcción del dique del puerto del Barcelona fue la obra en mar abierto más importante de la época, lo cual supuso un verdadero reto técnico y logístico. Para ello se construyeron unas grandes cajas-bloques de 25 m de largo por 6 m de ancho, casi 8 m de altura y 80 t de peso en el dique flotante. Estas cajas luego se trasladaban vacías en una barcaza lanzabloques que permitía hundirlas con la precisión necesaria, sobre una cimentación previamente preparada, para que ocupasen el lugar exacto en el fondo del mar, una vez eran rellenadas de hormigón y piedra, lo que las hacía pesar 2000 t, siendo una auténtica novedad técnica. La forma de cajón de estos bloques es lo que hizo que la Prolongación del Dique del Este pasase de la forma curva, prevista en todos los proyectos anteriores, a la actual forma rectilínea. Alinear estos grandes bloques en línea recta era más fácil que alinearlos en curva y un muelle recto era más conveniente para el atraque de los barcos. El tamaño y peso de los bloques hacía innecesaria la forma curva para resistir los grandes embates del mar.   
En junio de 1908 asistió en representación del Cuerpo de Ingenieros de Caminos, Canales y Puertos junto a otros ingenieros, entre ellos el ilustre don José de Echegaray, al IX Congreso de Navegación que se celebró en San Petersburgo. En este congreso Andrés Monche y Ríos expuso a los técnicos extranjeros la gran obra del dique del Este del puerto de Barcelona, a la que prestaron la más encomiástica acogida por entender que era una verdadera novedad en las obras marítimas. También asistió, en compañía de José de Echagaray al X Congreso de Navegación de París. Tras estos congresos le ofrecieron la posibilidad de ser ingeniero internacional para poder dedicarse a la construcción de puertos en mar abierto en distintos países, pero declinó pues no deseaba moverse de España.
En 1901 se aprobó el proyecto que hizo para el famoso embarcadero de Minas de Alquife, en Almería, conocido por el Cable Inglés, conservado como una obra maestra de la arquitectura del hierro y como monumento a la memoria de la minería almeriense.

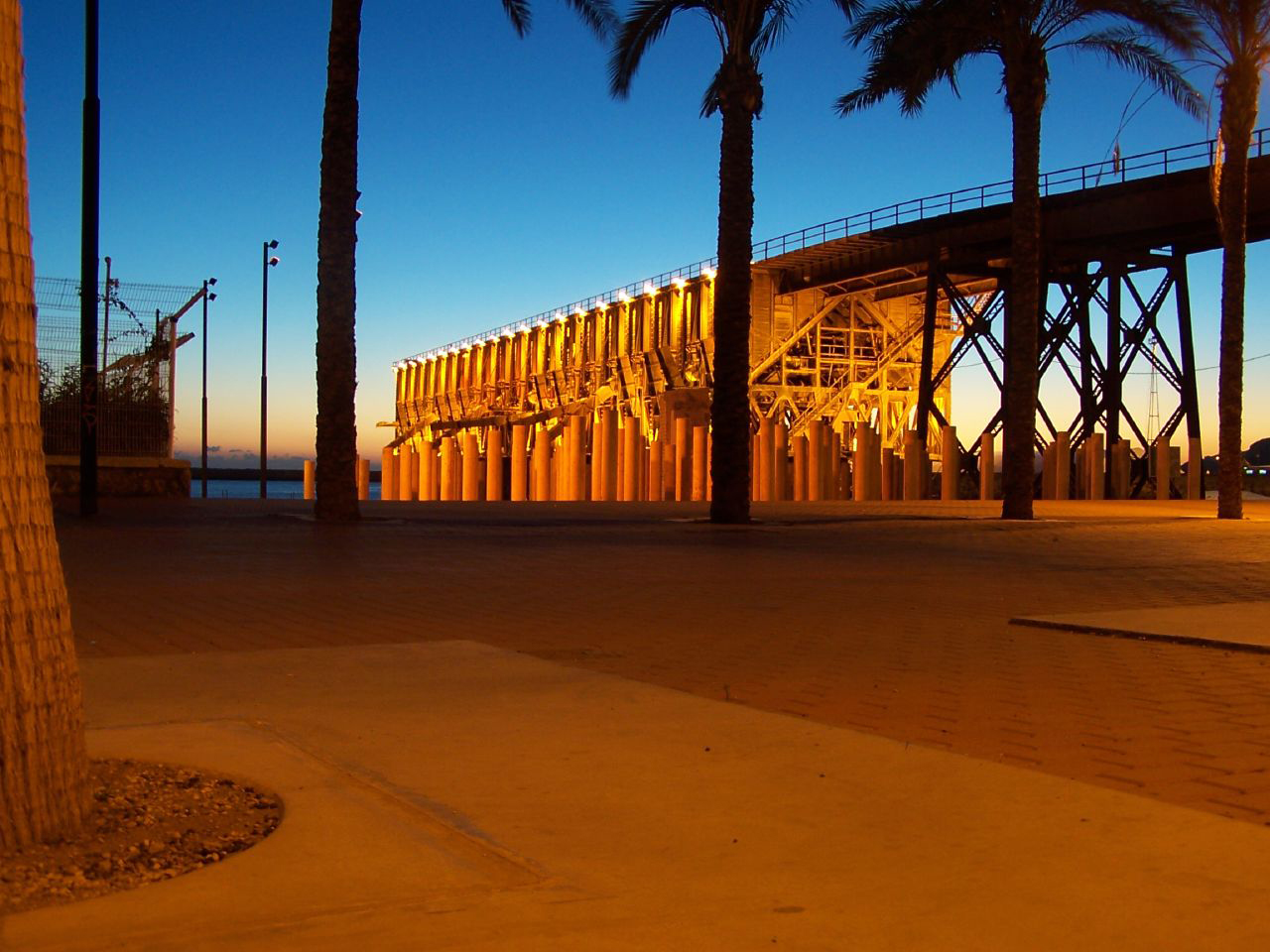
Imagen del Cable Inglés iluminado

Visto el éxito de la obra en el puerto de Barcelona, se le encargó la obra de ampliación del puerto de Tarragona, que comenzó como contratista el 19 de diciembre de 1906 . En este caso la cantera de la piedra estaba muy cerca del puerto, junto a la playa de la Arrabassada en un paraje denominado «Silla del Arzobispo», por la buena vista que se tenía desde su cima de la costa noreste. Este paraje hoy está completamente integrado en la trama urbana de Tarragona.
En 1916 comienza como contratista las obras de ampliación del puerto de Valencia y al año siguiente, el 3 de septiembre de 1917, fallece en Barcelona. Su prematura muerte le impidió acabar estas obras, aunque fueron continuadas, en cumplimiento de las obligaciones asumidas por la contrata bajo la dirección del ingeniero de caminos, canales y puertos, Diego Gómez y Fernández del Piñar, que era su colaborador más cercano, en todos los aspectos. Dejó a su mujer Elena Escubós y Girona viuda a los 33 años, con 8 hijos, de los que el mayor tenía solo 12 años y la pequeña 3 meses. 
A petición de los trabajadores del puerto de Barcelona, el 23 de agosto de 1924 se colocó una lápida en su memoria en ese puerto, lápida que desapareció unos años después con motivo de unas obras en el dique del Este.

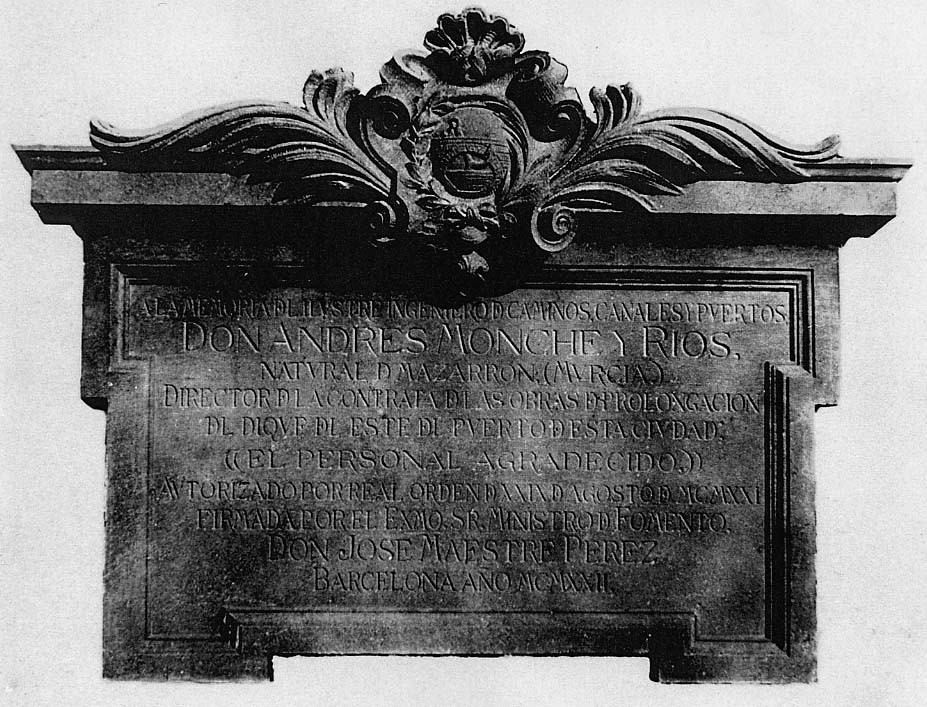
La lápida de Andrés Monche y Ríos en la prolongación del dique del Este del puerto de Barcelona

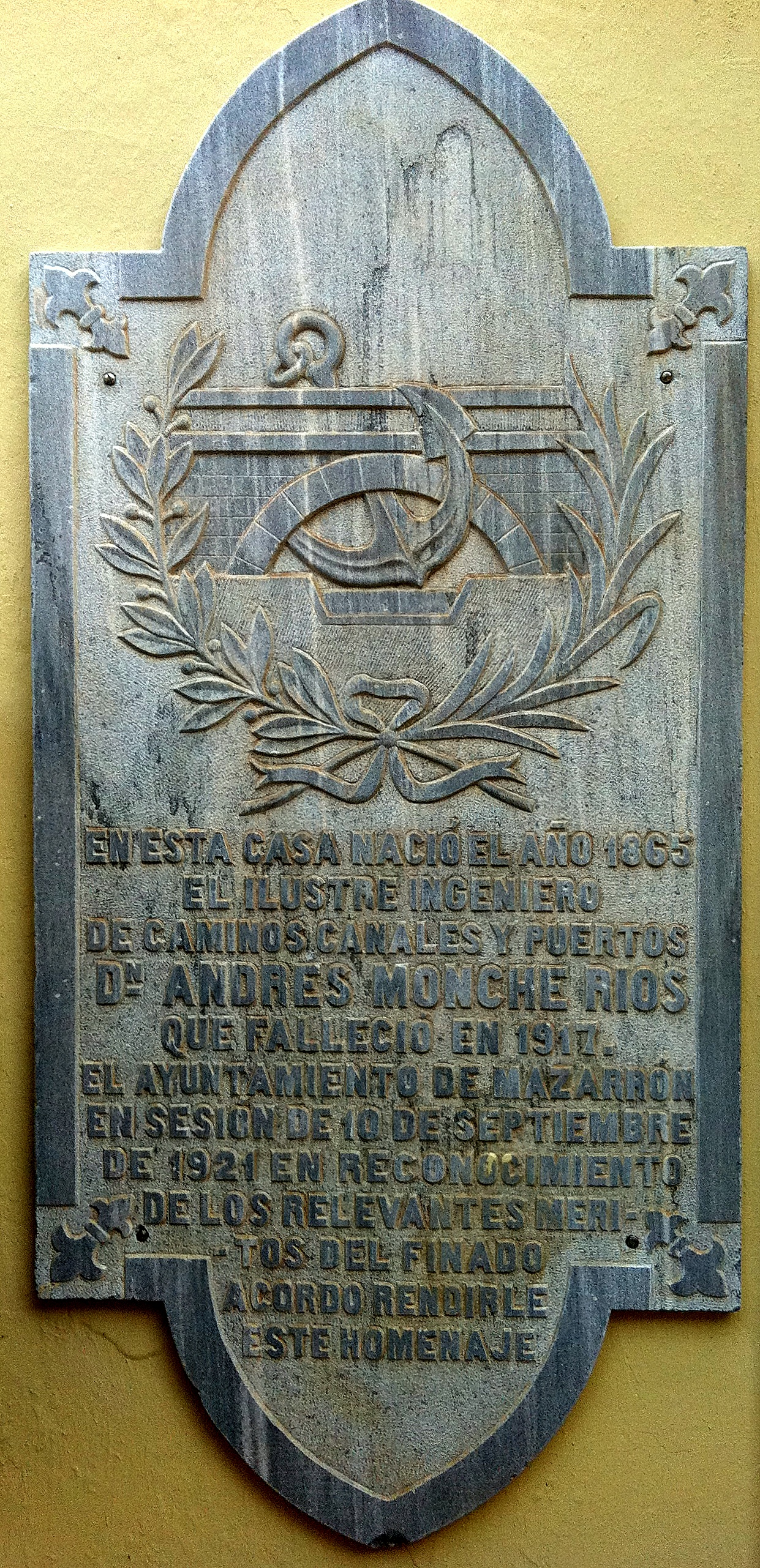
La lápida de Andrés Monche y Ríos en su casa natal de Mazarrón

La prensa del 24 de agosto de 1924 se hizo eco de la colocación de la lápida, como La Vanguardia:

«Los obreros y el personal que trabajó a sus órdenes pidieron que se dedicara este recuerdo, como prueba de afecto a quien fue un modelo de jefe cariñoso y supo hermanar esta cualidad con la prudente energía necesaria...»

El ayuntamiento de Mazarrón le dedicó la calle Monche Ríos poco tiempo después de su muerte. Sus restos descansan en el Cementerio de Montjuic de Barcelona.